# Desa Trayu (administrativ by i Indonesien, lat -7,52, long 110,69)
Desa Trayu är en administrativ by i Indonesien.   Den ligger i provinsen Jawa Tengah, i den västra delen av landet, 400 km öster om huvudstaden Jakarta.